# Chetogena edwardsii
Chetogena edwardsii är en tvåvingeart som först beskrevs av Samuel Wendell Williston  1889.  Chetogena edwardsii ingår i släktet Chetogena och familjen parasitflugor. Inga underarter finns listade i Catalogue of Life.